# Jan Tarasin
Jan Tarasin (* 11. September 1926 in Kalisz; † 8. August 2009 in Warschau) war ein polnischer abstrakter Maler, Graphiker, Illustrator und Kunsttheoretiker.

## Leben
Jan Tarasin studierte von 1946 bis 1951 an der Akademie Krakau Malerei bei Zygmunt Radnicki, Wacław Taranczewski und Zbigniew Pronaszko sowie Grafik bei Andrzej Jurkiewicz und Konrad Strzednicki. Ab 1962 war er Mitglied der Grupa Krakowska. Von 1963 bis 1967 war er selbst als Dozent an der Fakultät für Innenarchitektur an der Akademie tätig.
Im Jahr 1967 zog er nach Warschau, wo er ab 1974 als Professor für Malerei an der Kunstakademie arbeitete und von 1987 bis 1990 als Rektor der Akademie tätig wurde. Im Jahr 1996 wurde er emeritiert.

## Auszeichnungen
Tarasin erhielt zahlreiche Auszeichnungen, darunter auf der Graphik-Biennale in Warschau 1960 u. in Tokio 1964. Im Jahre 2005 wurde er mit dem höchsten polnischen Kulturpreis, dem Orden Gloria Artis, ausgezeichnet.
- 1964: Yomiuri-Preis, Internat. Ausstellung junger Künstler, Tokio[1]
- 1965: Preis der poln. Sektion, Biennale di San Marino[1]
- 1976: Cyprian-Kamil-Norwid-Preis der Kunstkritik[1]
- 1984: Jan-Cybis-Preis[1]
- 2005: Goldmedaille „Gloria Artis“ für Verdienste um die Kultur[1]

## Ausstellungen
- 1980: Muzeum Okręgowe, Radom
- 1994: „Klasycy współczesności“, Muzeum Narodowe, Warschau
- 1994: Kraków Group 1932-1994, Zachęta National Gallery of Art, Warschau
- 1995: Contemporary Classics, The National Museum, Warschau
- 1995: Wystawa retrospektywna, Muzeum Narodowe, Wrocław
- 2007: Centre for Contemporary Art, Warschau
- 2008: „Jan Tarasin, Obrazy istotne“, Muzeum Mazowieckie, Płock
- 2009: „Tarasin. Mała retrospektywa“, Muzeum Mazowieckie, Płock
- 2009: Tarasin. A small retrospective, Museum of Mazovia, Płock